# Алёхина, Алёна Андреевна
Алёна Андреевна Алёхина (род. 19 июня 1988 года, Москва) — российская сноубордистка (дисциплины биг-эйр, слоупстайл, хафпайп). Обладательница Кубка Европы в дисциплине хафпайп (сезоны 2011/2012 и 2012/2013). Семикратная чемпионка России. Состоит в сборной России по сноуборду в сезоне 2012/2013. Мастер спорта международного класса. Входит в международную команду Roxy.

## Биография
Алёна родилась в Москве 19 июня 1988 года, и с детства испытывала большую страсть к экстриму:
Мне с детства не сиделось на месте: прыгала, бегала, падала, залезала куда-то, снова падала, вставала, лезла… Всю жизнь синяки на коленках и локти в ссадинах. Потом было очень много всего: гимнастика, парусный спорт, альпинизм, велик и прочее. Просто никогда без движения не могла. А потом был скейтборд и панк-рок, что в сочетании и привело к сноубордингу.
В семнадцатилетнем возрасте она обрела в лице компании Roxy своего первого спонсора. Помимо любви к сноуборду и другим досочным видам спорта, Алёна увлекается музыкой.
Я просто жить не могу без музыки, а кататься тем более. Почти всегда это punk.
Окончила музыкальную школу по классу фортепиано, а также является дипломированным переводчиком (окончила РУДН). Свободно владеет несколькими языками: английским, французским и испанским.
Сочетание технических трюков с расслабленным, естественным стилем, вдохновение, а также отличная мотивация позволяло ей добиваться все новых и новых высот:
Самое главное — это вдохновение. Оно включает всё: настрой, уверенность в себе, желание кататься и прогрессировать, удовольствие от катания».
Весной 2013 года во время рекламных съёмок в США получила тяжёлую травму спинного мозга. В настоящее время живёт в Калифорнии и проходит курс усиленной терапии.

## Результаты
| Время    | Событие                         | Место | Курорт           | Формат     | Рейтинг |
| -------- | ------------------------------- | ----- | ---------------- | ---------- | ------- |
| 16.03.12 | Europa Cup                      | 1     | Чекерил          | Halfpipe   |         |
| 15.03.12 | Europa Cup                      | 2     | Чекерил          | Halfpipe   |         |
| 10.02.13 | FIS World Cup 12/13             | 33    | Сочи             | Halfpipe   |         |
| 28.02.13 | Russian Snowboard Championships | 1     | Сочи             | Halfpipe   |         |
| 27.02.13 | Russian Snowboard Championships | 1     | Сочи             | Big Air    |         |
| 07.02.13 | Russian Cup                     | 1     | Сочи             | Slopestyle |         |
| 18.01.13 | Europa Cup                      | 7     | Les 2 Alpes      | Halfpipe   |         |
| 08.11.12 | ONeill Pleasure Jam                                | 21    | Дахштейн         | Slopestyle |         |
| 21.03.12 | Europa Cup                      | 1     | Чекерил          | Halfpipe   |         |
| 19.03.12 | Russian Snowboard Championships | 1     | Чекерил          | Halfpipe   |         |
| 25.02.12 | Burton European Open            | 24    | Лаакс            | Slopestyle |         |
| 10.02.12 | WSC 2012                        | 18    | Осло             | Halfpipe   |         |
| 09.02.12 | Roxy Snow Pro                   | 17    | Хинтерглемм      | Slopestyle |         |
| 27.01.12 | Europa Cup                      | 3     | Бренд            | Slopestyle |         |
| 26.01.12 | Europa Cup                      | 3     | Бренд            | Slopestyle |         |
| 23.01.12 | Europa Cup                      | 5     | Les 2 Alpes      | Slopestyle |         |
| 22.01.12 | Europa Cup                      | 3     | Les 2 Alpes      | Halfpipe   |         |
| 02.11.11 | FIS World Cup 11/12             | 11    | Саа-Фи           | Halfpipe   |         |
| 27.10.11 | Europa Cup                      | 11    | Саа-Фи           | Halfpipe   |         |
| 20.01.11 | FIS WSC 2011                    | 23    | Ля Молина        | Halfpipe   |         |
| 08.01.11 | Burton European Open            | 49    | Лаакс            | Slopestyle |         |
| 12.12.10 | U.S. Revolution Tour            | 6     | Коппер, Колорадо | Halfpipe   |         |
| 12.12.10 | U.S. Revolution Tour            | 27    | Коппер, Колорадо | Slopestyle |         |
| 08.12.10 | US Snowboarding Grand Prix      | 27    | Коппер, Колорадо | Halfpipe   |         |
| 04.11.10 | FIS World Cup 10/11             | 16    | Саа-Фи           | Halfpipe   |         |
| 28.10.10 | Europa Cup                      | 5     | Саа-Фи           | Halfpipe   |         |
| 01.02.10 | Igora Sun Pipe 2010             | 2     | Санкт-Петербург  | Halfpipe   |         |
| 01.02.10 | AVOSNOWFEST                     | 1     | Авориаз          | Slopestyle |         |
| 20.01.10 | FIS World Cup                   | 10    | Стоунхэм         | Halfpipe   |         |
| 09.01.10 | Burton European Open            | 11    | Лаакс            | Slopestyle |         |
| 09.01.10 | Burton European Open            | 18    | Лаакс            | Halfpipe   |         |
| 08.01.10 | Roxy Chicken Jam Europe         | 26    | Хинтерглемм      | Slopestyle |         |
| 06.01.10 | FIS World Cup                   | 17    | Бэд Гастьен      | Halfpipe   |         |
| 04.11.09 | FIS World Cup                   | 26    | Саа-Фи           | Halfpipe   |         |
| 29.10.09 | Europa Cup                      | 19    | Саа-Фи           | Halfpipe   |         |
| 29.10.09 | Europa Cup                      | 19    | Саа-Фи           | Halfpipe   |         |
| 14.03.09 | FIS World Cup 08/09             | 30    | Ля Молина        | Halfpipe   |         |
| 25.03.09 | Europa Cup                      | 3     | Москва           | Halfpipe   |         |
| 25.02.09 | Universiade                     | 14    | Мауэр Маунтин    | Halfpipe   |         |
| 09.01.09 | Burton European Open            | 22    | Лаакс            | Slopestyle |         |
| 24.10.08 | Europa Cup                      | 34    | Саа-Фи           | Halfpipe   |         |
| 22.03.08 | Burton AM Tour                  | 1     | Золотая долина   | Slopestyle |         |
| 07.03.07 | Russian Snowboard Championships | 12    | Новопеределкино  | Big Air    |         |

## «Доктор-Клоун»
Несмотря на ежедневно расписанный по минутам плотный график, у неё хватало времени не только на учёбу в университете и профессиональный спорт, а также и на благотворительную организацию «Доктор-Клоун». Алёна о проекте «Доктор-Клоун»:
Узнала совершенно случайно. Полтора года назад я попала в электронную рассылку от друзей моих друзей, в которой был прикреплен скан письма Клоуну от пятилетней девочки, которая лежала на тот момент в больнице с очень тяжёлым раковым заболеванием. В письме малышка просила Клоуна навестить её в день рождения, говорила, что она его очень ждёт. Детские каракули были очень смешные и милые, а внизу был нарисован портрет Клоуна, который имел определенное сходство с небезызвестным вам Димой Копчиком. Я ему переслала тут же это письмо. Он, конечно, не остался равнодушным. Копчик, я и ещё пару откликнувшихся накануне вычитывали клоунские штучки в интернете, тренировались делать фокусы, готовили клоунские носы, грим и костюмы. После посещения той малышки, сразу уйти из больницы не смогли, так мы и ходили по отделениям, пока все детки спать не легли. Впечатление настолько сильное было, что бросить это дело уже не получилось. Сходили еще пару раз сами, а потом в коридоре встретились с другим Клоуном, который оказался руководителем проекта "Доктор Клоун", который предложил пройти профессиональное обучение клоунаде для последующей регулярной помощи больным деткам. В обучение входили тренинги по актёрскому мастерству, клоунаде, фокусам, а также по основам психологии и медицины. Так это и началось. А клоунада и детская больница стала за всё это время уже неотъемлемой частью моей жизни. Я всегда любила цирк, клоунов и детей. А тут всё вместе, так что сама я удовольствия получаю не меньше, чем дети. Также помогает помогать детям благотворительный фонд "Подари жизнь", который регулярно придумывает проекты, в которых интересно участвовать. Спасибо им за это.